# Oscar Di Stéfano
Oscar 'Osquita' Di Stéfano fue un futbolista argentino, que se desempeñó en la posición de mediocampista, paso mayor parte de su carrera en Argentinos Juniors.

## Carrera
Óscar Di Stéfano nació futbolísticamente en Argentinos Juniors, con el cual debutó un 13 de noviembre de 1948, por la 2ª fecha de la zona de ascenso del torneo de 2ª de Ascenso de 1948, enfrentando a Sportivo Dock Sud en la cancha de Boca Juniors (terreno neutral), el bicho cayó derrotado 2 por 1.
Su primer gol fue un 6 de septiembre de 1952, por la 20.ª fecha del torneo de Primera "B", enfrentando a Quilmes en la cancha de Argentinos Juniors. Marcó el 2º gol y el partido finalizó igualado en dos tantos.
Llegó a los 200 partidos el 28 de noviembre de 1954 en un 4-1 a Sarmiento en Junín y alcanzó los 300 el 7 de septiembre de 1958 en la derrota 1-3 contra San Lorenzo en Vélez, luego de una larga trayectoria donde cosechó 333 partidos y 4 goles con los bichos colorados de la Paternal, Di Stéfano siguió su carrera unos pocos partidos más entre Deportivo Morón, All Boys y San Telmo donde se retiró como futbolista.
Es reconocido por los hinchas de Argentinos Juniors por integrar uno de los mejores tridentes de mediocampistas formados por Héctor Pederzoli, Orlando Juan Nappe y el mismo Óscar Di Stéfano.

### En la selección
Jugó 1 partido un 18 de marzo de 1956, por el Campeonato Panamericano, en el Estadio Universitario de México D. F., ante Brasil, encuentro que finalizó igualado 2 a 2.

## Clubes
| Club               | País      | Año       |
| ------------------ | --------- | --------- |
| Argentinos Juniors | Argentina | 1948-1959 |
| Deportivo Morón    | Argentina | 1960      |
| All Boys           | Argentina | 1960      |
| San Telmo          | Argentina | 1961-1962 |

## Palmarés
| Título             | Club               | País      | Año  |
| ------------------ | ------------------ | --------- | ---- |
| Primera B Nacional | Argentinos Juniors | Argentina | 1955 |

Otros logros:
- Subcampeón de la Segunda División Argentina de 1954 con Argentinos Juniors.